# Lycosa contestata
Lycosa contestata là một loài nhện trong họ Lycosidae.
Loài này thuộc chi Lycosa. Lycosa contestata được M. E. Montgomery miêu tả năm 1903.